# Cresteț pestriț

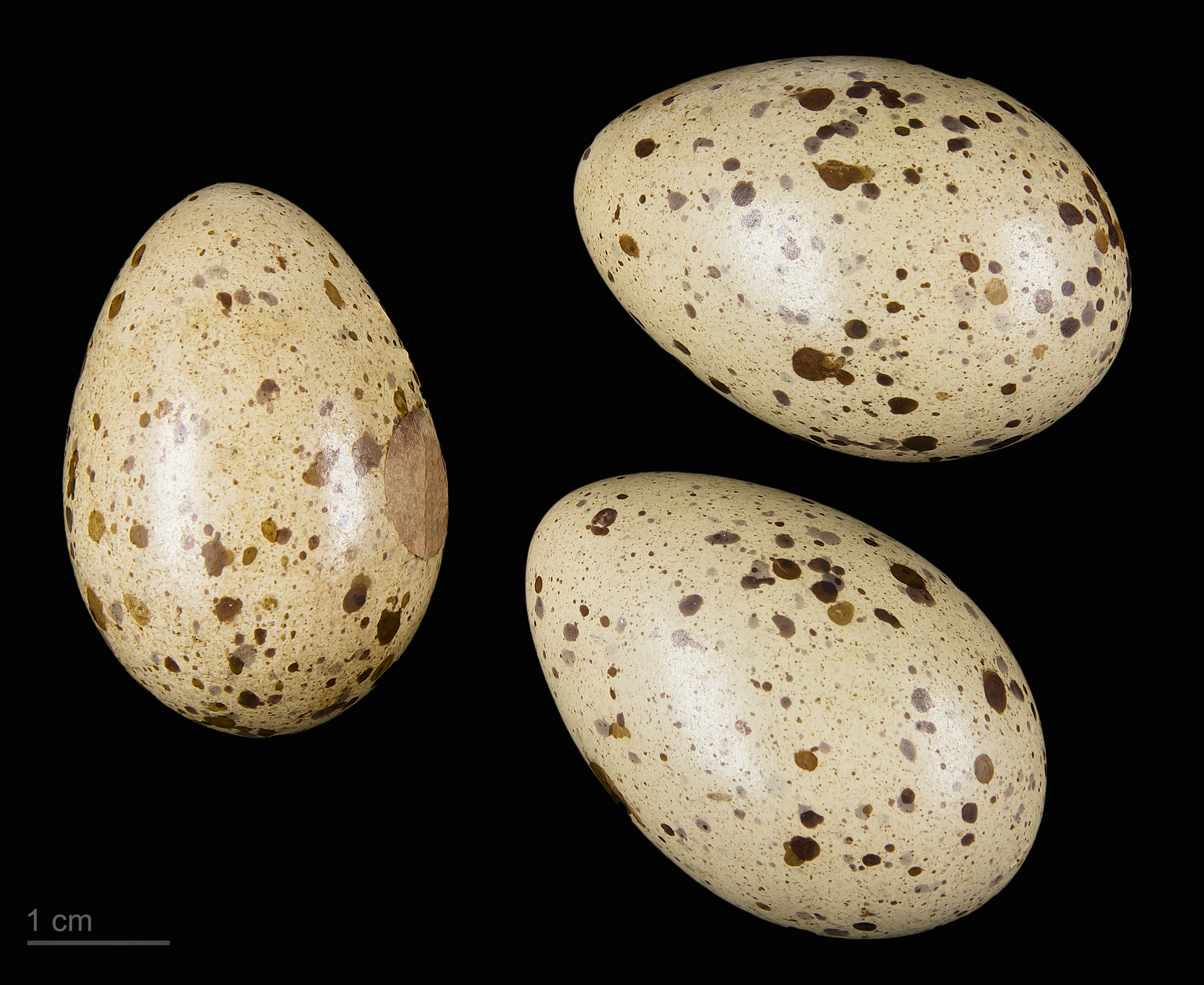
Porzana porzana - MHNT

Crestețul pestriț sau cresteluțul pestriț (Porzana porzana) este o pasăre semiacvatică migratoare din familia ralide care cuibărește în Europa și Asia de Vest. Arealul de cuibărit se extinde din Anglia, cuprinzând Europa, Asia de Vest până în apropierea lacului Baikal și Mongolia. În România și Republica Moldova este o specie rar întâlnită. Sosește din cartierele de iernare în aprilie. Toamna, în luna septembrie, migrează spre locurile de iernare din sudul și vestul Europei, din nordul și estul Africii, sudul Arabiei. Populațiile asiatice iernează în sudul Asiei, din Iran până-n India. Migrează exclusiv noaptea.  Seamănă cu cârstelul de baltă însă este mai mic. Lungimea corpului este de 19-24 cm și are o greutate medie de 57-147 g; anvergura aripilor este de 35-42 cm. Longevitatea maximă cunoscută este de 7 ani și 2 luni. Are ciocul scurt, gălbui, la rădăcină roșu. Picioarele cu degete lungi, înguste, sunt de culoare verde. Irisul brun deschis. Penajul pe spinare este de culoare brun-măslinie, cu multe pete longitudinale albicioase și negre; flancurile cu dungi transversale, cafenii-deschise; gâtul și gușa cenușii, punctate cu alb; abdomenul alb. Are pene alb-roșcate sub coadă, pe care o ridică în momente de agitație. Crestețul pestriț are un repertoriu vocal bogat și își fac remarcată prezența prin sunete care se aud la o distanță de până la 1,5-2 km. Sunetele de chemare se aud în nopțile de primăvară și vară: fluierături scurte, repetate ritmic mult timp. Trăiește în locuri umede, mlăștinoase, bogate în vegetație: mlaștini, pajiști umede, marginile canalelor de drenaj, bălți, marginile ierboase ale lacurilor precum și râurile lent curgătoare. Preferă pentru cuibărit regiuni cu apă de adâncime mică, cu stuf, rogoz, papură din zonele de stepă, semideșert, silvostepă și de păduri. Duce o viață retrasă și este greu de observat, stă ascuns mai mult în stuf, fiind mai activ în amurg și noaptea. Este o specie teritorială. Se hrănește atât cu hrană de origine animală (insecte acvatice mici și larvele acestora, moluște, melci, râme, păianjeni și chiar pești de talie mică), cât și cu vegetale (semințe, frunze, lăstari, rădăcini de diverse plante, alge). Atinge maturitatea sexuală la vârsta de un an. Este o specie monogamă. Perechile se formează atât în locurile de iernat, cât și în regiunile de reproducere. Cuibul este situat în vegetația deasă, are forma unei cupe, cu pereți înalți și groși, și este construit de ambele sexe, folosind tulpinițele și frunzele plantelor uscate din jur. În mai femela depune de obicei 8-12 ouă (maxim 21) gălbui pătate cu brun, cu o dimensiune medie de 35,9 x 22 mm. Incubația durează în medie 18-24 de zile și este asigurată de ambii părinți, dar mai mult de femelă. Perechea poate scoate 2 rânduri de pui într-un sezon de reproducere. Puii sunt nidifugi, ies din ou acoperiți cu un puf negru, lucios, au ciocul roșu la bază și alb la vârf.  Puii își urmează părinții care le asigură hrana și devin zburători peste o lună și jumătate.